# Plagiognathus parshleyi
Plagiognathus parshleyi är en insektsart som först beskrevs av Knight 1923.  Plagiognathus parshleyi ingår i släktet Plagiognathus och familjen ängsskinnbaggar. Inga underarter finns listade i Catalogue of Life.